# ویلیام براون (بازیکن فوتبال، زاده ۱۹۰۷)
ویلیام براون (انگلیسی: William Brown; ۲۷ فوریهٔ ۱۹۰۷ – ۱۷ اوت ۱۹۷۶) بازیکن فوتبال اهل بریتانیا بود.
از باشگاه‌هایی که در آن بازی کرده‌است می‌توان به باشگاه فوتبال هادرزفیلد تاون، باشگاه فوتبال واتفورد، باشگاه فوتبال اکستر سیتی، و باشگاه فوتبال دارلینگتون اشاره کرد.